# Павловский, Марко
Марко Павловский (серб. Марко Павловски / Marko Pavlovski; 7 февраля 1994, Белград) — сербский футболист, полузащитник черногорского клуба «Будучност» из Подгорицы. Чемпион Европы среди игроков до 19 лет.

## Клубная карьера
Воспитанник школы белградского ОФК. Дебютировал в составе клуба в сезоне 2010/11 Сербской Суперлиги. В августе 2013 года подписал контракт с кипрским «Аполлоном» из Лимасола на четыре года, что стало ещё одним странным случаем, когда футболисты подписывают контракт с кипрским клубом, но даже не тренируются с ним и сразу уходят в аренду. Уже через пару дней отправился в аренду в «Порту». Из-за высокой конкуренции за два года в Португалии ни разу не смог появиться на поле за основную команду, выступая за дублирующий состав из второй португальской лиги. Сезон 2015/16 провёл в арендах за бельгийский «Мускрон-Перювельз» и родной ОФК, однако на поле появлялся довольно редко. Следующий год снова играл в аренде — за хорватский «Сплит», где являлся игроком основного состава.
Являясь свободным агентом, Марко решает вернуться в родной чемпионат, подписав контракт с клубом Суперлиги «Вождовац».
В августе 2018 Павловски возвращается в Португалию, подписав контракт с клубом второй по значимости лиги «Варзин». В первом сезоне за команду был основным игроком. В первой половине второго сезона провёл лишь пару матчей и покинул клуб.
В феврале 2020 был подписан минским «Динамо». Сначала часто появлялся в стартовом составе, впоследствии стал игроком запаса, а в июле получил травму и больше на поле за минчан не выходил. 28 декабря было объявлено о том, что Павловски покидает клуб.
В 2021 году перешёл в чемпионат Литвы, в клуб «Ритеряй». Сыграл во всех матчах чемпионата за исключением двух игр, которые он пропускал из-за перебора жёлтых карточек. На следующий сезон остался в Литве и сменил клуб на «Судуву» из Мариямполе. В первом же матче за клуб стал обладателем Суперкубка Литвы. Матч против «Жальгириса» затянулся до серии послематчевых пенальти, в которой Марко реализовал свою попытку. Дебютировал в еврокубках, приняв участие в матчах второго квалификационного раунда Лиги конференций УЕФА против «Виборга» (0:2 по сумме двух встреч). В чемпионате также был основным игроком.
В феврале 2023 подписал контракт на полгода с опцией продления на один сезон с клубом «Будучност» из Подгорицы. Вместе с командой стал чемпионом Черногории. В июле дебютировал в Лиге чемпионов УЕФА в матче предварительного квалификационного раунда против андоррского «Атлетика» (3:0).

### Карьера в сборной
В сборной до 19 лет заигран с 2011 года. Играл на чемпионатах Европы 2012 и 2013 годов, на последнем стал чемпионом Европы. В групповом этапе забил гол сборной Франции, в финале против неё же был капитаном команды. 25 мая 2013 получал вызов в сборную Республики Македония на товарищеские игры против Швеции и Норвегии от Чедомира Яневского, главного тренера сборной, с которым Павловски вскоре пересечётся в бельгийском «Мускрон-Перювельз». Марко отказался и заявил, что хочет играть только за сербскую сборную и поехал с национальной командой до 19 лет на победный Чемпионат Европы.

## Достижения
«Судува»
- Обладатель Суперкубка Литвы: 2022

«Будучност» (Подгорица)
- Чемпион Черногории: 2022/23

Сербия (до 19)
- Чемпион Европы среди игроков до 19 лет: 2013